# Podniestrzany (gmina)
Gmina Podniestrzany – dawna gmina wiejska funkcjonująca w latach 1941–1944 pod okupacją niemiecką w Polsce. Siedzibą gminy były Podniestrzany.
Gmina Podniestrzany została utworzona przez władze hitlerowskie z terenów okupowanych przez ZSRR w latach 1939–1941, stanowiących przed wojną (zniesioną) gminę Brzozdowce oraz część (niezniesionej) gminy Chodorów w powiecie bóbreckim w woj. lwowskim.
Gmina weszła w skład powiatu stryjskiego (Kreishauptmannschaft Stryj), należącego do dystryktu Galicja w Generalnym Gubernatorstwie. W skład gminy wchodziły miejscowości: Borodczyce, Brzozdowce, Czartoria, Hranki-Kuty, Laszki Dolne, Laszki Górne, Podhorce, Podniestrzany, Ruda, Stańkowce, Turzanowce i Zaleśce.
Po wojnie obszar gminy włączono do ZSRR.